# Махно Євгенія Володимирівна
Євгенія Володимирівна Махно (26 лютого 1913, Єлисаветград, нині Кропивницький — 1992) — український археолог, науковець та дослідник зарубинецької, черняхівської і синхронних культур. Кандидат історичних наук.

## Біографія
Народилася 26 лютого 1913 року в Єлисаветграді (нині Кропивницький), де закінчила державний педагогічний інститут в 1932 р., а в 1939 р. — історичний факультет Київського університету.
У 1932—1935 рр. — вчителювала в селах Хмельницької області.
У 1938—1983 рр. працювала в Інституті археології АН УРСР старшим науковим співробітником.
У 1964—1983 рр. працювала над археологічною частиною 26-томного видання «Історія міст і сіл УРСР». Досліджувала ранньослов'янські пам'ятки зарубинецької, черняхівської і синхронних культур.
Керувала 40 археологічними експедиціями Житомирській, Київській, Сумській, Полтавській, Черкаській і Херсонській області.
Є. В. Махно мала широкий спектр наукових зацікавлень — від доби бронзи до давньоруського часу, але найбільшу увагу приділяла дослідженню черняхівської культури, яку пов'язувала зі слов'янами. Підготувала зведення пам'яток цієї культури, відомих на кінець 1950-х рр., займалася проблемою її походження та типологічної єдності. Експедиційні дослідження становили чи не найвагомішу частку наукової діяльності Є. В. Махно. Брала участь у роботі 48 експедицій, у 35 з них була начальником експедиції або загону. Досліджувала Жуківецьке, Ягнятинське та Ново-Липівське поселення, Успенський, Кантемирівський, Соснівський, Переяславський, Сумський і Компаніївський могильники черняхівської культури, городище зарубинецької культури у Великих Дмитровичах, сарматські пам'ятки в Усть-Кам'янці, Бериславі, Каїрах.
Є. В. Махно брала активну участь у роботі Українського товариства охорони пам'яток історії та культури.

## Праці
Має 92 наукові публікації. Серед них слід назвати такі її праці:
- Поселення культури «полів поховань» на північно-західному Правобережжі // АП. — 1949. — Т.1. — С. 153—175.
- Кантемирівське поселення та могильник полів поховань // АП. — 1952. — Т. 3.
- Корчеватские памятники в Среднем Поднепровье // КСИАУ. — 1953. — Вып. 2.
- Раннеславянские (зарубинецко-корчеватовские) памятники в Среднем Поднепровье // СА. — 1955. — Т.22. — С. 81—100.
- Раскопки зарубинецких поселений в Киевском Поднепровье в 1950 г. // МИА. — 1959. — № 70.
- Розкопки пам'яток епохи бронзи та сарматського часу в Усть-Кам'янці // АП УРСР. — Т. ІХ. — 1960. — С. 14—38.
- Памятники черняховской культуры на территории УССР // МИА. — 1960. — № 82.
- Пам'ятки черняхівської культури в Златопільському районі на Черкащині // Археологія. — 1966. — Т. 20. — С. 107—120.
- Могильник черняховского типа в городе Сумы // МИА. — 1967. — № 139.
- Знову про локальні варіанти черняхівської культури // Археологія. — 1970. — Т. 24.
- У співавторстві з Шарафутдіновою І. М. Могильник епохи пізньої бронзи поблизу хутора Компанійці на Дніпрі // Археологія. — 1972. — Вип. 6. — С. 70—81.
- Черняхівська культура // Археологія УРСР. — К., 1975. — Т. 3.
- Пам'ятки типу Дитиничів і Компаніївський могильник // Археологія. — 1976. — Вип.19. — С. 95—101.